# اچ‌سی۲ هلدینگ
اچ‌سی۲ هلدینگ (انگلیسی: HC2 Holdings) شرکت خدمات مالی آمریکایی است، که در سال ۱۹۹۴ تأسیس شد.